# ERuf Model A
La eRuf Model A est une voiture de sport électrique fabriquée par le constructeur allemand Ruf en 2008.
Il s’agit de la version électrique de la Porsche 911 (997).

## Caractéristiques
Cette version électrique est équipée d’un moteur électrique développant 204 chevaux soit 150 kW.

Le poids des batteries ajoute 550 kilos supplémentaires par rapport à une Porsche 911 à moteur essence.

Ruf annonce un 0 à 100 km/h effectué en moins de 7 secondes.

L’autonomie est de 250 à 320 kilomètres. La recharge complète de la batterie s’effectue en 10 heures.